# NGC 3778
NGC 3778 ist eine linsenförmige Galaxie vom Hubble-Typ E-SB0 im Sternbild Zentaur am Südsternhimmel. Sie ist schätzungsweise 185 Millionen Lichtjahre von der Milchstraße entfernt.
Das Objekt wurde am 31. März 1835 von John Herschel entdeckt.